# Hyttsjöite
La hyttsjöite è un minerale.